# Stefano Bollani
Stefano Bollani (Milán, 5 de diciembre de 1972) es un compositor, pianista y cantante italiano, activo también como escritor y presentador de televisión.
En su carrera, cuenta con colaboraciones con músicos como Gato Barbieri, Chick Corea, Chano Domínguez, Bill Frisell, Sol Gabetta, Richard Galliano, Egberto Gismonti, Lee Konitz, Bobby McFerrin, Pat Metheny, Caetano Veloso, Phil Woods, Hector Zazou, y con el trompetista Enrico Rava con quien grabó más de 15 álbumes. Bollani también tocó junto a numerosas orquestas sinfónicas (Filarmonica della Scala, Accademia Nazionale di Santa Cecilia de Roma, Orquesta de la Gewandhaus de Leipzig, Orquesta Real del Concertgebouw, Orquesta de París, Orquesta Sinfónica de Toronto entre otras) y a directores como Riccardo Chailly, Daniel Harding, Kristjan Järvi, Zubin Mehta, Gianandrea Noseda y Antonio Pappano. Además, trabajó con artistas pop-rock italianos y participó en programas radiofónicos y televisivos, varias veces con el papel de conductor. Actualmente, su producción puede contar con 49 álbumes (31 studio) y un gran listado de colaboraciones.

## Carrera

### Primeros años
Bollani creció en Florencia. Con 6 años comenzó a estudiar piano, con 15 empezó su carrera profesional y en 1993 acabó el conservatorio Luigi Cherubini bajo la supervisión del Maestro Antonio Caggiula. 

### Los años Noventa
Tras un periodo como acompañante de cantantes pop italianos y como miembro del grupo pop-rock La Forma, se afirmó en el mundo del jazz a mediados de los años Noventa. Para la carrera de Bollani fue fundamental el encuentro con Enrico Rava en 1996: esta colaboración resultó en centenares de conciertos en varios países del mundo y en más de 15 álbumes entre los cuales Certi angoli segreti (1998), Rava Plays Rava y Shades of Chet (1999). Bollani también empezó a tocar regularmente con los más importantes músicos jazz italianos: Paolo Fresu, Roberto Gatto y Enzo Pietropaoli.
En 1998 grabó Gnòsi delle fànfole, su primer álbum basado en poemas de Fosco Maraini, con el cantautor Massimo Altomare. En el mismo año participó en TenderLee for Chet, la primera de sus numerosas cooperaciones con el saxofonista estadounidense Lee Konitz, y fue galardonado por la revista italiana Musica Jazz con el premio al mejor nuevo talento. El año siguiente incidió dos álbumes: Mambo italiano y L’orchestra del Titanic. El primero fue realizado con el contrabajista Ares Tavolazzi, su fiel colaborador, y el segundo con la homónima orquesta, cuyos integrantes eran Antonello Salis, Riccardo Onori, Raffaello Pareti y Walter Paoli, además del propio Bollani. También colaboró al disco Passatori, obra del acordeonista francés Richard Galliano, junto con los Solisti dell’Orchestra della Toscana.

### Los años dos mil
Durante los primeros años dos mil las colaboraciones de Bollani no se limitaron al jazz e involucraron artistas pop italianos como Elio, Irene Grandi, Marco Parente, Peppe Servillo, Bobo Rondelli, Banda Osiris, Bandabardò, Massimo Ranieri. Al mismo tiempo, continuó su producción con Enrico Rava con quien publicó, entre otros, Montréal Diary/B (2001), Tati (2005), The Third Man (2007) y New York Days (2009). Participó también en álbumes y giras internacionales con artistas como Gianni Basso, Gianluca Petrella, John Abercrombie, Jeff Ballard, Larry Grenadier, Paul Motian, Mark Turner, Phil Woods, Gato Barbieri y Pat Metheny. En 2003 colaboró con la cantante rusa Sainkho Namtchylak (Who Stole the Sky?) y con Hector Zazou, quien lo invitó a tocar en Strong Currents (entre los otros artistas invitados destacan Laurie Anderson, Jane Birkin y Ryuichi Sakamoto).
Entre 2002 y 2006 Bollani publicó cuatro discos para el sello discográfico francés Label Bleu. El primero fue Les Fleurs bleues (2002), inspirado en la homónima novela de Raymond Queneau y grabado con Scott Colley y Clarence Penn. El segundo fue Småt Småt, señalado como uno de los mejores álbumes del año por la revista inglesa Mojo. En 2004, además de ganar el premio New Star Award, asignado por primera vez a un artista no estadounidense por la revista japonesa Swing journal, Bollani incidió el tercer álbum Concertone. Se trata de su primer disco grabado con una orquesta sinfónica: la Orchestra della Toscana, dirigida por Paolo Silvestri, en cuyas músicas está basado el ballet realizado por el coreógrafo Mauro Bigonzetti para el Ballet de Stuttgart. Finalmente, en 2006 se publicó el último disco de la serie, I visionari, realizado con el homónimo grupo (Mirko Guerrini, Nico Gori, Ferruccio Spinetti y Cristiano Calcagnile) y con la participación de Mark Fieldman, Paolo Fresu y Petra Magoni.
Contemporáneamente, el sello Venus Japan publicó cuatro discos del “Stefano Bollani Trio”, compuesto por Ares Tavolazzi al contrabajo, Walter Paoli a la batería y el propio Bollani: Black and Tan Fantasy (2002), Volare (2002), Falando de amor (2003), Ma l’amore no (2004) y I’m in the Mood for Love (2007). Al mismo tiempo Bollani empezó una intensa colaboración con el contrabajista Jesper Bodilsen y el baterista Morten Lund, con quienes formó el “Danish Trio”. En tres años, el sello Stunt publicó Mi ritorni in mente (2003), Close to You (2004, con la cantante danesa Katrine Madsen) y Gleda: Songs from Scandinavia (2005), seguidos por Stone in the Water, publicado en 2009 por ECM.
Para Bollani fue fundamental la salida a la venta de Piano solo en 2006: la revista Musica Jazz lo premió como mejor disco del año y Bollani recibió el premio como mejor músico (volverá a obtener el mismo premio en 2010). En 2007 se puso a prueba con el repertorio clásico tocando con la Filarmonica ‘900 del Teatro Regio de Turín, dirigida por Jan Latham-Koenig, con quien grabó el Concierto campestre, Les Animaux modèles y las Improvisations 13 y 15 de Francis Poulenc. Unos meses más tarde salió BollaniCarioca, realizado con importantes artistas brasileños. En el diciembre del mismo año tocó un piano de cola en una favela de Rio de Janeiro: sólo Antônio Carlos Jobim lo había conseguido antes. En el mismo año ganó el premio Hans Koller como mejor músico europeo y fue mencionado en la revista estadounidense All About Jazz como uno de los cinco músicos más importantes del año, junto a Dave Brubeck, Ornette Coleman, Charles Mingus y Sonny Rollins.
En este periodo Bollani mantuvo contactos con la música italiana hasta comenzar una colaboración en 2009 con el pianista jazz Chick Corea, con quien se exhibió en varias ciudades italianas. Esta gira fue a la base del disco en vivo Orvieto.

### 2010-presente
En 2010, el Berklee College of Music le otorgó la licenciatura honoris causa. El 14 de septiembre del mismo año salió el disco Rhapsody in Blue – Concerto in F grabado con la Orquesta de la Gewandhaus de Leipzig, dirigida por Riccardo Chailly. El álbum contiene tres obras del compositor estadounidense George Gershwin: Rhapsody in Blue (en la versión ideada por Paul Whiteman), Concierto para piano en fa y Rialto Ripple Rags. El disco se colocó directamente en octavo lugar en el ranking pop: fue la primera vez que en Italia un disco de música clásica entró en las primeras posiciones, y con más de 70000 copias vendidas, también ganó el Disco de Platino. En 2012 la pareja Bollani-Chailly grabó con la Orquesta de la Gewandhaus de Leipzig Sounds of the 30s, que recoge algunos de los grandes clásicos de los años Treinta: el Concierto para piano y orquesta en sol mayor de Maurice Ravel, el Tango de Stravinski, la balada del tango de Kurt Weill (en la obra Die Dreigroschenoper), Surabaya Johnny (incluida en la obra Happy End), por el mismo Weill, y la suite Le mille e una notte de Victor de Sabata.
Siempre junto a Chailly, también tocó con la Orquesta de París en París y con la Filarmonica della Scala en Milán. Este último concierto se transmitió en directo en los cines de casi 20 países dando origen al DVD Live at La Scala (2013), que incluye piezas de George Gershwin (An American in Paris, Concierto para piano en fa, Rialto Ripple Rags), de Scott Joplin (Maple Leaf Rag) y de Joseph Kosma (Autumn Leaves).
Bollani siguió dando conciertos con orquestas sinfónicas, dirigidas entre otros por Daniel Harding, Kristian Järvi, Zubin Mehta, Gianandrea Noseda y Antonio Pappano y, mientras, grabó el disco Big Band! con la NDR Bigband de Hamburgo, dirigida por el saxofonista noruego Geir Lysne (2011; Echo Jazz-Preis 2013). En los años siguientes salieron a la venta Irene Grandi & Stefano Bollani (2012), O que será (2013, con Hamilton de Holanda) y Sheik Yer Zappa (2014), tributo a la música de Frank Zappa. Siempre en 2014 Bollani vuelve a tocar con el Danish Trio y juntos grabaron Joy in Spite of Everything, álbum que vio la apreciada participación de Mark Turner y Bill Frisell y que ganó el premio de Musica Jazz como mejor disco del año. El 26 de septiembre Bollani fue galardonado con otro grande reconocimiento internacional, el JTI Trier Jazz Award.
En 2015, Bollani grabó por primera vez un disco como cantautor, Arrivano gli alieni, seguido por Live from Mars (2016) y su nuevo proyecto Napoli Trip, que pretendía homenajear la música napolitana gracias a los acompañamientos de Daniele Sepe, Nico Gori, Manu Katché y Jan Bang y las colaboraciones de Arve Henriksen, Audun Kleive y Hamilton de Holanda. En el mismo año participó en el disco de Hamilton de Holanda Samba de chico donde tocó con Chico Buarque en la canción Vai trabalhar vagabundo. En 2017 salió Mediterraneo (2017), grabado en vivo a la Filarmónica de Berlín con Jesper Bodilsen, Morten Lund, Vincent Peirani y catorce miembros de la orquesta berlinesa. Arreglado y dirigido por Geir Lysne, el disco rinde homenaje al repertorio italiano y a compositores como Monteverdi, Rossini, Puccini, Leoncavallo, Rota, Morricone y Paolo Conte. Su álbum más reciente es Que bom (2018), grabado en Río de Janeiro con la participación de artistas brasileños como Caetano Veloso, João Bosco, Jaques Morelenbaum y Hamilton de Holanda.
En 2024 fue nombrado Ministro Flamante de la Estrella de Oro del Instituto Patafísico Vitellianense.
En 2024, la colaboración con Lorenzo Hengeller fue importante en Il pianerottolo (temas Frasi fatte – Cantieri – Disaccordi – Il giorno dell’amore) y en 2025 colaboró con Christian Mascetta en Ricami (tema Il suono di casa mia).

## Otros proyectos
Bollani fue creador y presentador de varios programas radiofónicos y televisivos italianos, entre los cuales destacan Il Dottor Djembè (Radio Rai 3, de 2006 a 2012), Sostiene Bollani (Rai 3, 2011 y 2013), L’importante è avere un piano (Rai 1, 2016), Via dei Matti nº0 (Rai 3, 2021-2022).
En el teatro, trabajó como actor-músico y como autor de las músicas. A lo largo de la temporada 2015/2016 escribió, interpretó y dirigió el espectáculo La Regina Dada junto a Valentina Cenni.
En Italia, Bollani publicó varios libros, entre los cuales la novela La sindrome di Brontolo (2006) y tres textos sobre el mundo de la música: L’America di Renato Carosone (2004), Parliamo di musica (2013) e Il monello, il guru, l’alchimista e altre storie di musicisti (2015).
Inspiró el personaje de Paperefano Bolletta, que apareció por primera vez en Topolino el 22 de septiembre de 2009. Se trata de un músico amigo de Pato Donald.

## Premios y distinciones

### Premios principales
- 1998 – Mejor nuevo talento (revista Musica Jazz)
- 2003 – Premio Carosone
- 2004 – New Star Award (premio de la revista japonesa Swing Journal para los artistas emergentes extranjeros)
- 2006 – Músico italiano del año (Musica Jazz)
- 2006 – Piano solo disco del año (Musica Jazz)
- 2007 – Hans Koller European Jazz Prize
- 2007 – Músico del año (revista estadounidense All About Jazz)
- 2009 – Paul Acket Award (North Sea Jazz Festival)
- 2010 – Capri Global Artist Award
- 2010 – Músico del año (Musica Jazz)
- 2011 – Premio “Fiorentini nel mondo”
- 2011 – Los Angeles Excellence Award para la cultura italiana en el mundo
- 2012 – Premio ”Milano per la musica”
- 2013 – Echo Jazz-Preis a Big Band! (disco del año en la categoría “Big Band”)
- 2014 – JTI Trier Jazz Award
- 2014 – Joy in Spite of Everything disco del año (Musica Jazz)
- 2019 – Premio Monini “Una finestra sui due mondi”
- 2021 – Nastro d'argento por la banda sonora: Carosello Carosone
- 2021 – Premio Flaiano por el mejor programa cultural de televisión: Via dei Matti nº0
- 2021 – Premio Tenco por toda su carrera
- 2022 – Premio de la Crítica, Soundtrack Stars Award – Festival Internacional de Cine de Venecia

### Distinciones
- Comendador – Orden al Mérito de la República Italiana (30 de diciembre de 2016)[15]
- Doctor honoris causa en música jazz – Berklee College of Music (5 de julio de 2010)
- Gonfalone d’argento por la región Toscana
- Miembro honorario del Colegio de Patafísica

## Discografía seleccionada
- Gnòsi delle fanfole - Sonica, 1998; palabras de Fosco Maraini
- L’orchestra del Titanic - Via Veneto Jazz, 1999
- Mambo italiano - Philology, 1999
- The Macerata Concert - Philology, 2000
- Abbassa la tua radio - Ermitage, 2000
- Il cielo da quaggiù - Via Veneto Jazz, 2001
- Black and Tan Fantasy - Venus Japan, 2002
- Les fleurs bleues - Label Bleu, 2002; inspirado por el libro omònimo de Raymond Queneau
- Volare - Venus Japan, 2002
- Falando de amor - Venus Japan, 2003
- Småt Småt - Label Bleu, 2003
- Concertone - Label Bleu, 2004
- Ma l’amore no - Venus Japan, 2004
- Mi ritorni in mente - Stunt, 2004
- Gleda - Stunt, 2005
- Piano solo - ECM, 2006
- I visionari - Label Bleu, 2006
- Francis Poulenc: Les Animaux modèles; Concert champêtre pour piano et orchestre; Improvisations 13, 15 - Avie, 2007
- I’m in the Mood for Love - Venus Japan, 2007
- Ma l'amore no - Venus, 2007
- BollaniCarioca - Universal, 2008
- Stone in the Water - ECM, 2009
- Gershwin: Rhapsody in Blue, Concerto in F - Decca, 2010
- Big Band! - Verve, 2011
- Orvieto - ECM, 2011
- Sounds of the 30s - Decca, 2012
- Irene Grandi & Stefano Bollani - Carosello, 2012
- O que serà - ECM, 2013
- Joy in Spite of Everything - ECM, 2014
- Sheik Yer Zappa - Decca, 2014
- Arrivano gli alieni - Decca, 2015
- Live from Mars - Gruppo Editoriale L’Espresso, 2016
- Napoli Trip - Decca, 2016
- Mediterraneo - ACT, 2017
- Que bom - Alobar, 2018
- The Music of Sasha Argov: Live in Tel Aviv - Alobar, 2019
- Piano Variations on Jesus Christ Superstar - Alobar, 2020
- El Chakracanta: Live in Buenos Aires - Alobar, 2021; con Orquesta Sin Fin
- Via dei Matti nº0 - Sony Music, 2022; con Valentina Cenni
- 18 Preludi per pianoforte - Universal Music Italia
- Jazz at Berlin Philarmonic XV - ACT Music + Vision GmbH & Co.KG 2025 con Iiro Rantala

### Música de cine
- Carosello Carosone - Universal, 2021; Nastro d'argento por la banda sonora
- Il pataffio - BMG, 2022
- Essere oro - Alobar, Vivo film, 2022
- Marcel et Monsieur Pagnol (film di Sylvain Chomet), 2025